# 极速前进美国版
《极速前进》（英語：The Amazing Race）是极速前进系列节目的最早版本，由美国CBS电视台从2001年开始按季播出，节目记录多对选手在一个月中进行的环球竞赛。
该节目的出品人为埃利斯·多哥聂瑞（Elise Doganieri）和贝塔曼·范·蒙斯特（Bert van Munster），他们和乔纳森·利特曼（Jonathan Littman）均为制片人，主持人是来自新西兰的菲爾·基歐漢（Phil Keoghan）。该节目由Earthview Inc.（Doganieri和van Munster执掌），Bruckheimer Television for CBS Paramount Television以及ABC Studios（迪士尼公司下属）负责制作。
整个比赛分为多个赛段进行，其中的淘汰赛段中最后一名出局，直到剩下最后三对选手完成最后的对决，冠军可以获得100万美元的奖金。比赛起始点均在美国，中间经过世界多个国家。各队必须按制作方给出的路线资讯指引周遊世界，并在赛程中完成规定的任务。
《极速前进》從2003年到2012年，連續拿到9届黃金時段艾美獎最佳真人競技節目的殊荣（Primetime Emmy Award for Outstanding Reality-Competition Program），击败了《幸存者》及《美國偶像》等极具影响力的真人秀节目。在2010年《高廚》（Top Chef）奪走了最佳真人競技節目，一年後《极速前进》再次取回這一頭銜。2013年该奖项又被《美国之声》（The Voice）夺走。
该节目在世界其他一些國家地區的电视台中也曾播出过，还有一些电视机构獲美國版权方的授權製作當地版本的《极速前进》。

## 曾到訪地

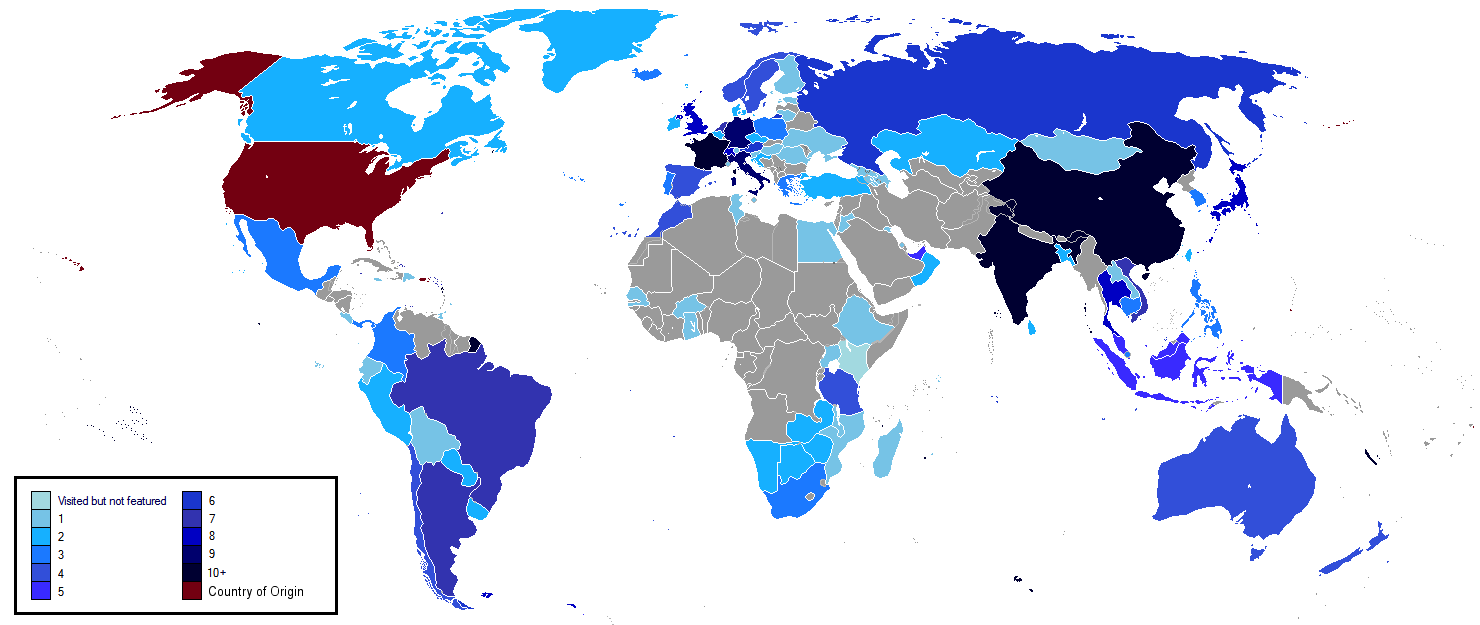
極速前進所經過的國家地區

直至本節目的第33季，節目共到訪過6個大洲和92個國家。下表列出所有曾到訪過的國家和地區，並按其英文名稱首字母順序，但並不包括隊伍只作轉機而經過的中转机场所在地。